# Middelaldercentret

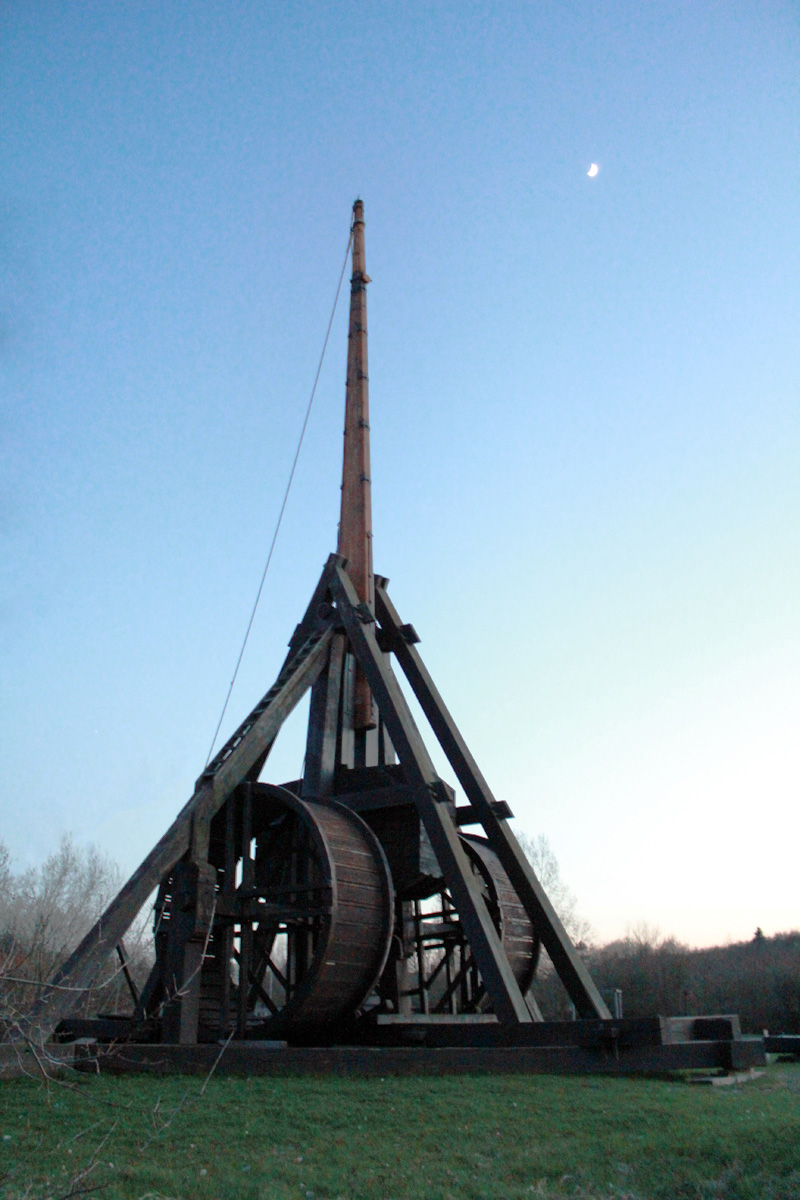
Die große Blide, das Markenzeichen des Museums

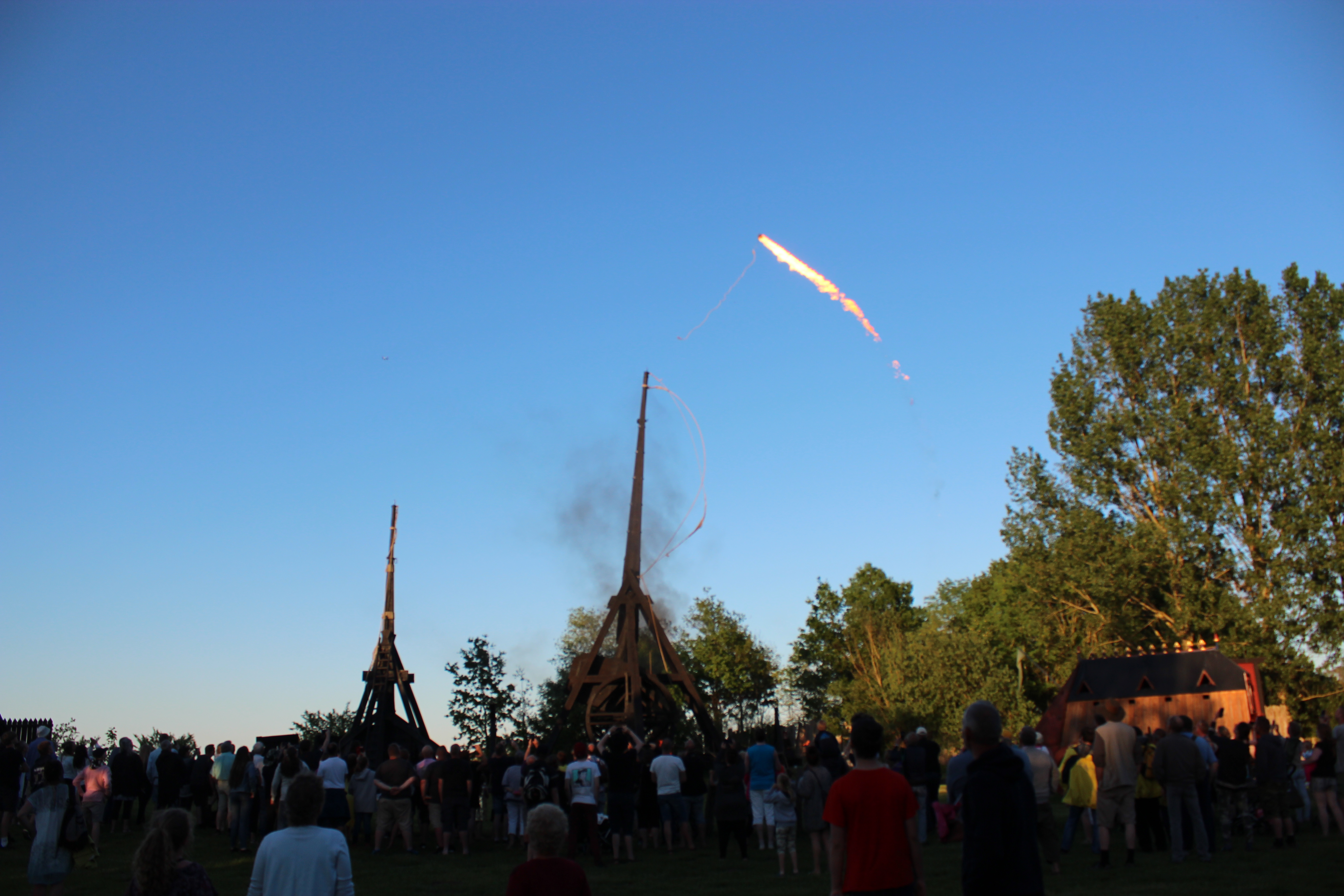
Abschuss eines Brandballens mit der Blide

Das Middelaldercentret Nykøbing (deutsch: Mittelalterzentrum Nykøbing) ist ein Freilichtmuseum am Ufer des Guldborgsund bei Sundby auf der dänischen Insel Lolland, etwa 4 km nordwestlich der Stadt Nykøbing Falster. Das Museum behandelt die spätmittelalterliche Geschichte Dänemarks kurz nach der Wende zum 15. Jahrhundert. Der besondere Fokus liegt auf der praktischen Darstellung der Alltagskultur mittels historischer Darsteller. Direktor des Museums ist der Archäologe Roeland Paardekooper, und Kuratorin seit 2016 ist Thit Birk Petersen.

## Ausstattung
Das Museum verfügt über zahlreiche originalgetreu nachgebaute Gebäude, die weite Teile eines typisch dänischen Marktortes darstellen. Dazu gehören eine Herberge, verschiedenen Werkstätten (unter anderen: Weberei, Schmiede, Plattner, Täschner, Schneiderei) Bauernhäuser mit Wirtschaftsgebäuden und Marktplatz. An einem kleinen Hafen steht ein großes Kaufmannshaus mit nebenstehendem Küchenhaus, sowie die Häuser eines Krämers, Färberei, Schuhmacher, sowie Bootshäuser und mehrere Schiffe und Boote. Über das Gelände verteilt gibt es eine Reepschlägerei und die Baustelle einer Kirche. Darüber hinaus verfügt das Museum über eine Vielzahl von Waffen dieser Zeit, wie zwei Bliden, Kanonen und Handfeuerwaffen. Eine Turnierbahn steht für Reiter- und Tjostvorführungen zur Verfügung. Alle Bauwerke sind originalgetreu gestaltet und eingerichtet, moderne Gegenstände sind nicht im sichtbaren Bereich.
Abseits der Ortsbaugruppe in einem Wald sind Informationspfade angelegt. Ein Pfad informiert über die lokale Sagenwelt des Mittelalters. Ein weiterer Pfad, der Technologiepark, zeigt an mehreren Stationen in Originalgröße nachgebaute Erfindungen und Technologien, beispielsweise aus Konrad Kyesers Bellifortis, die von den Besuchern ausprobiert werden können. Viele davon wurden hier erstmals nachgebaut und bestanden bis dahin nur als Skizzen in alten Handschriften. Einige werden in der Realität niemals funktioniert haben, wie ein Perpetuum mobile oder das erste Auto der Welt, das nach einer Zeichnung des italienischen Ingenieurs Johannes de Fontana gebaut wurde.
2014 wurde ein mit Kanonen bewaffneter Kriegswagen nach einer Abbildung aus dem Hausbuch von Schloss Wolfegg fertiggestellt, der den möglicherweise ersten Panzer der Geschichte repräsentiert.
Im modernen Eingangsgebäude befinden sich Büros, ein Museumsshop sowie das Restaurant Den gyldne svane (deutsch: Der Goldene Schwan) im mittelalterlichen Ambiente. Der technische Bereich des Museums verfügt über Werkstätten für alle anfallenden Arbeiten.
Außer Sichtweite des Mittelaltermuseums befindet sich die Fantasywelt Griffenholm, mit einem Harry-Potter- bzw. Steampunk-ähnlichen Ambiente mit Escape Room, in dem geführten Gruppen in einer unkonventionellen Umgebung dänische Geschichte, mittelalterliche Sagen und Religion näher gebracht werden.

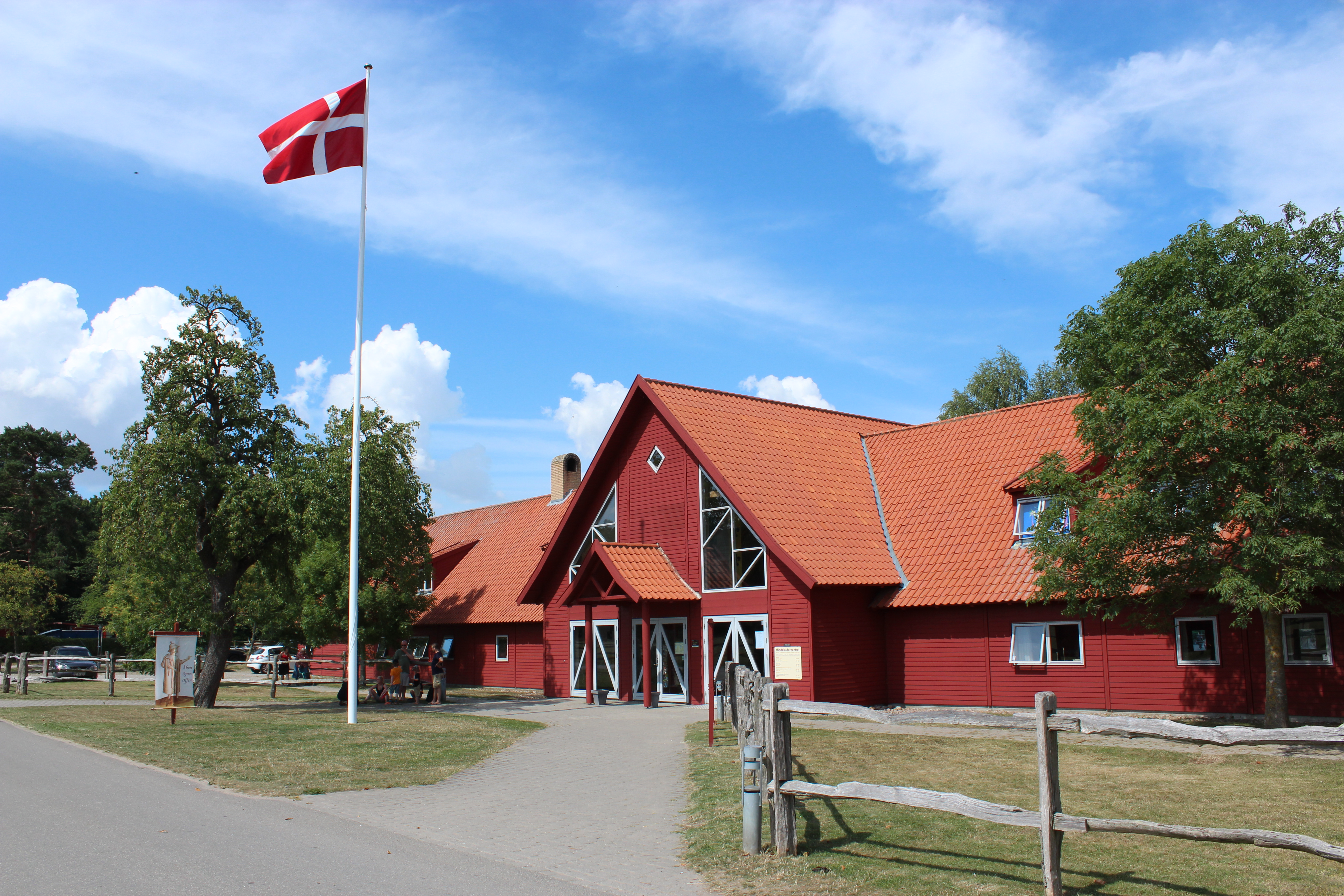
Das Eingangsgebäude und Besucherzentrum
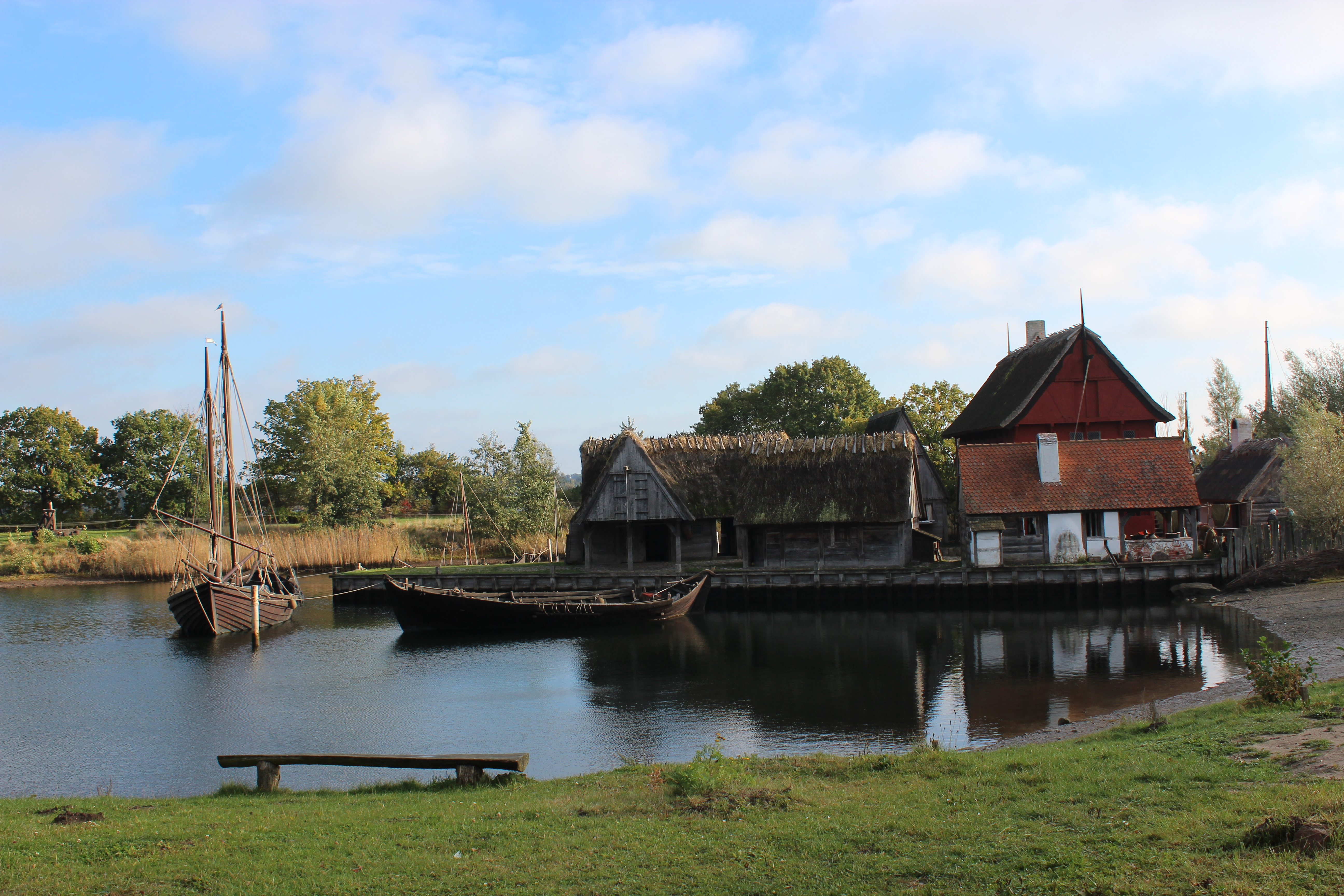
Der Hafen
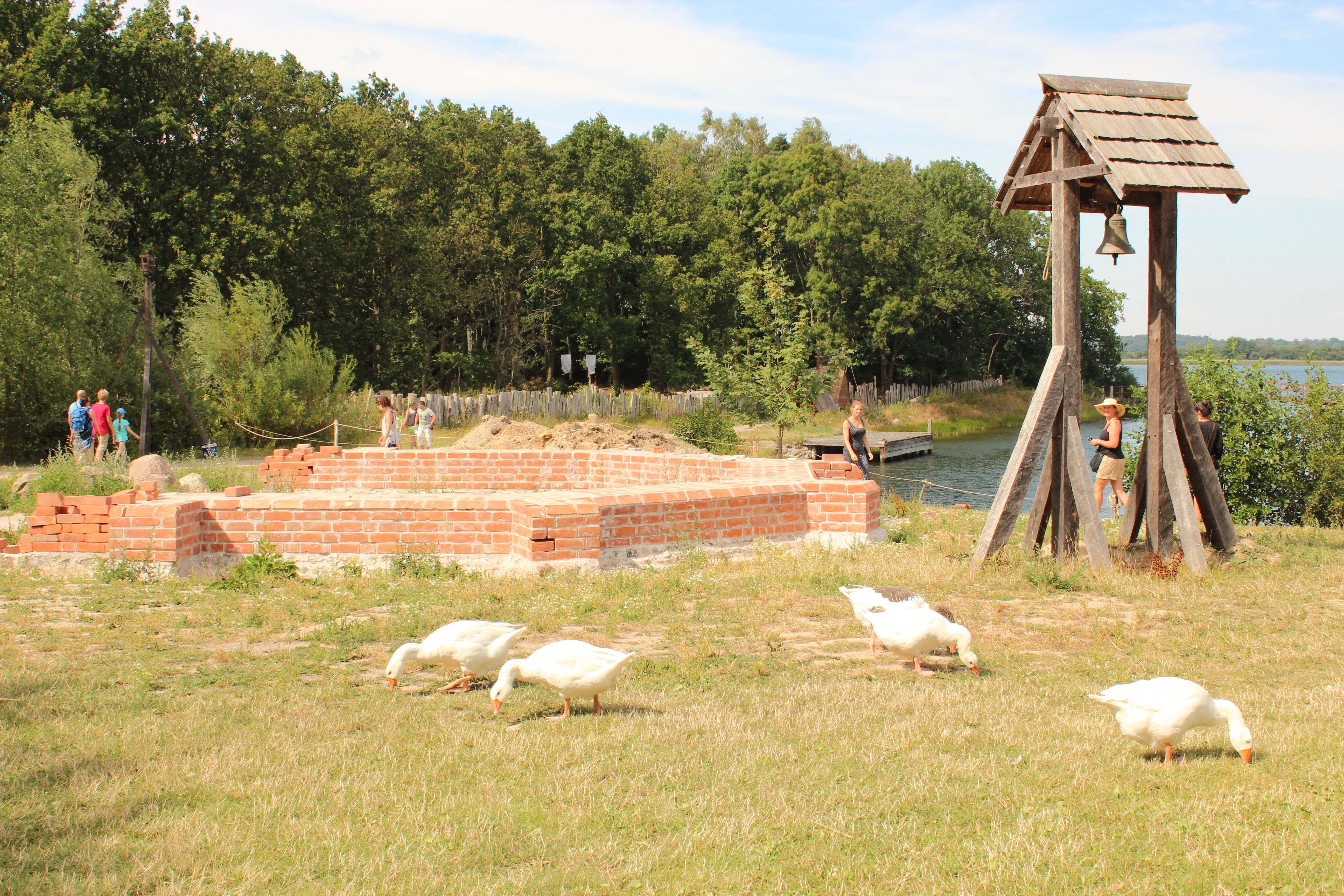
Kirchenbaustelle
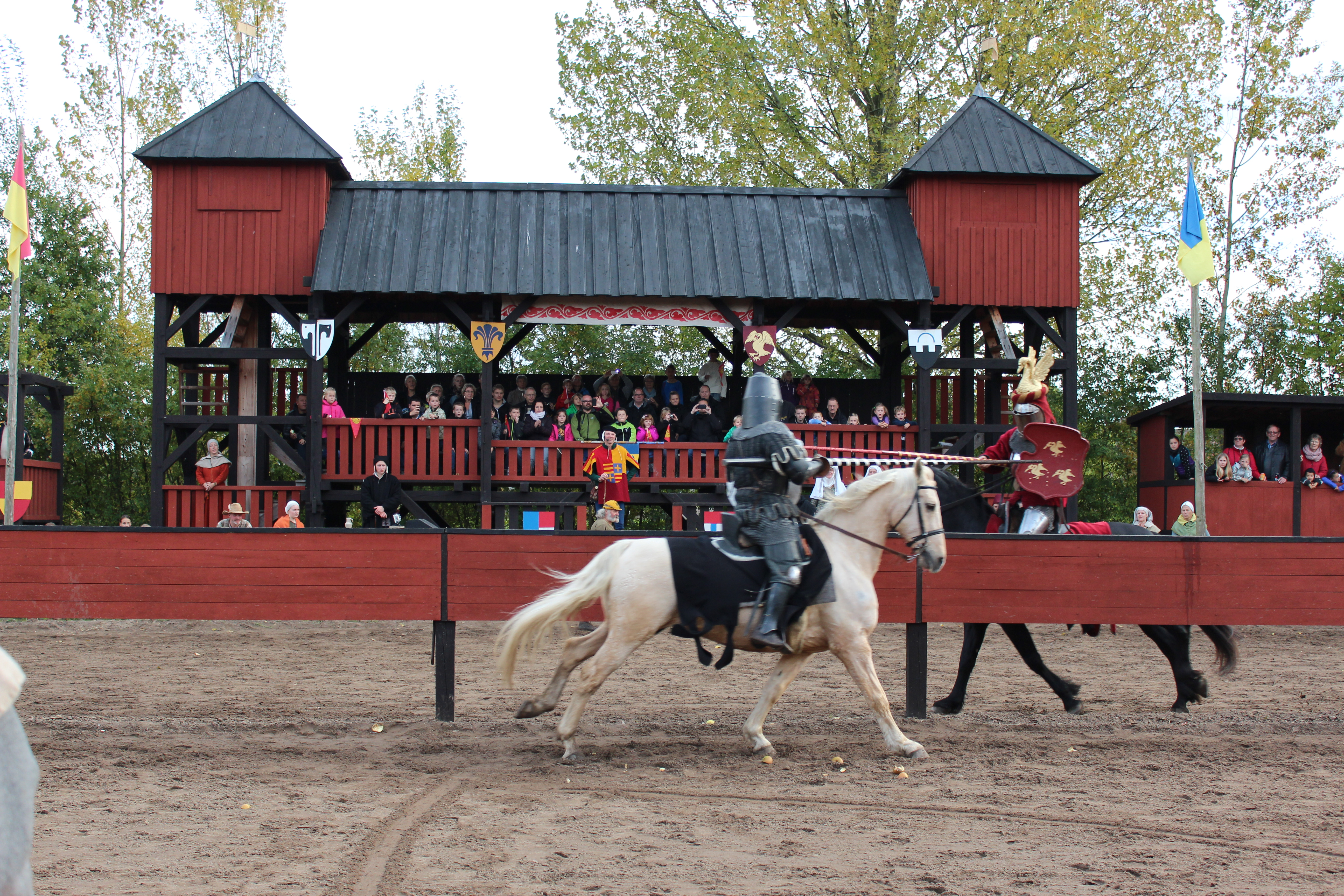
Turnierbahn mit ritterlichem Tjost
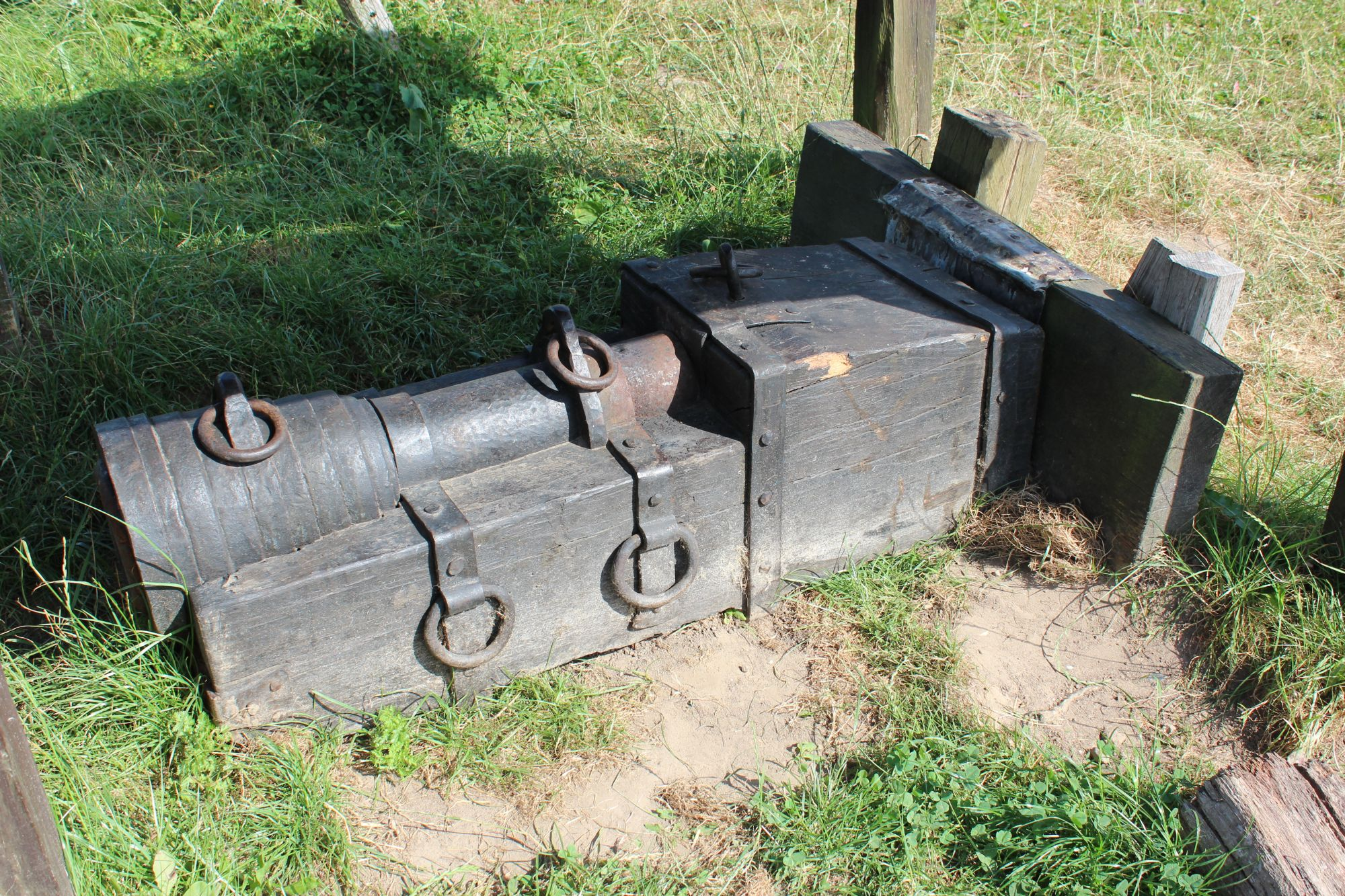
Eine kleine Bombarde
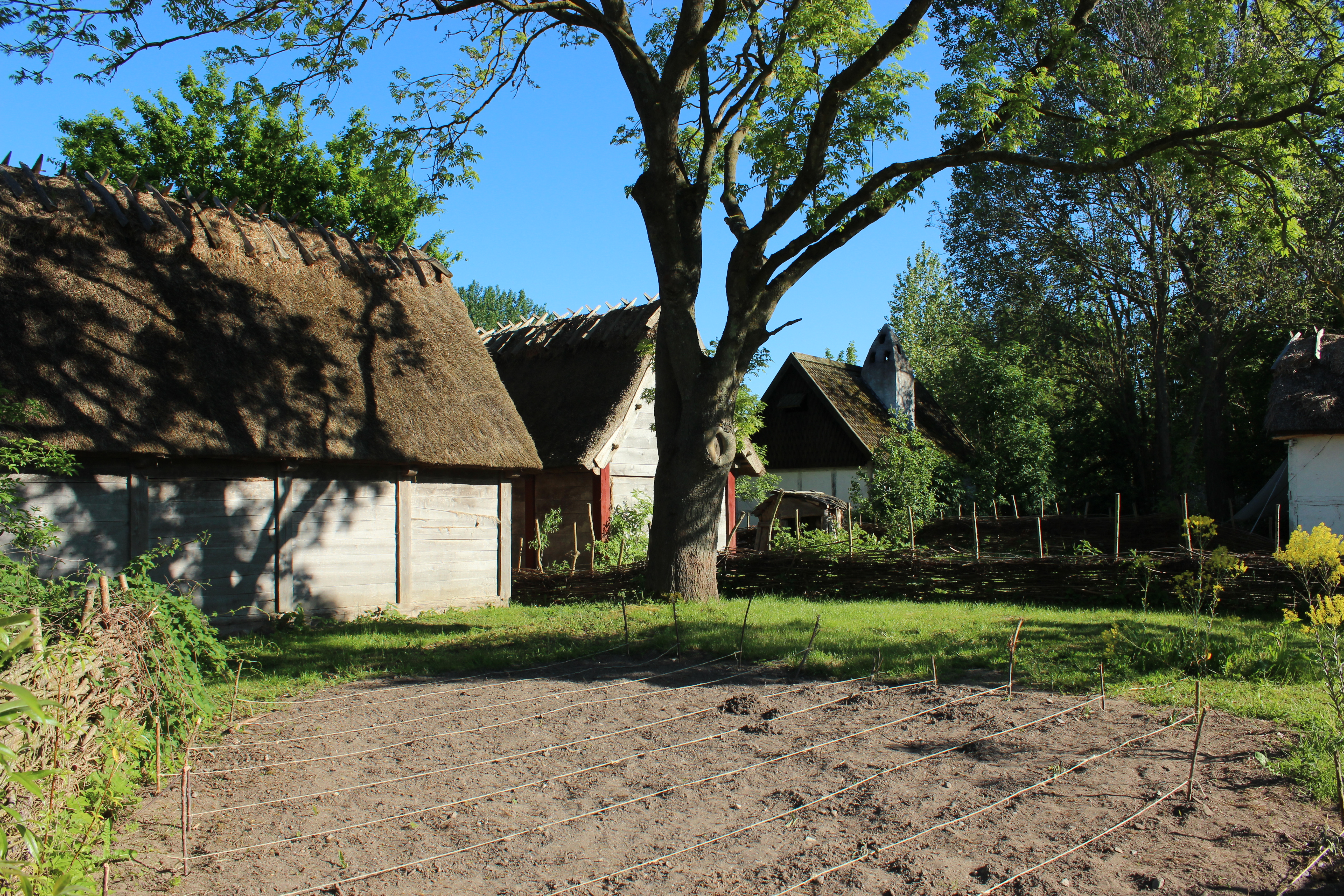
Acker hinter den Handwerkerhäusern
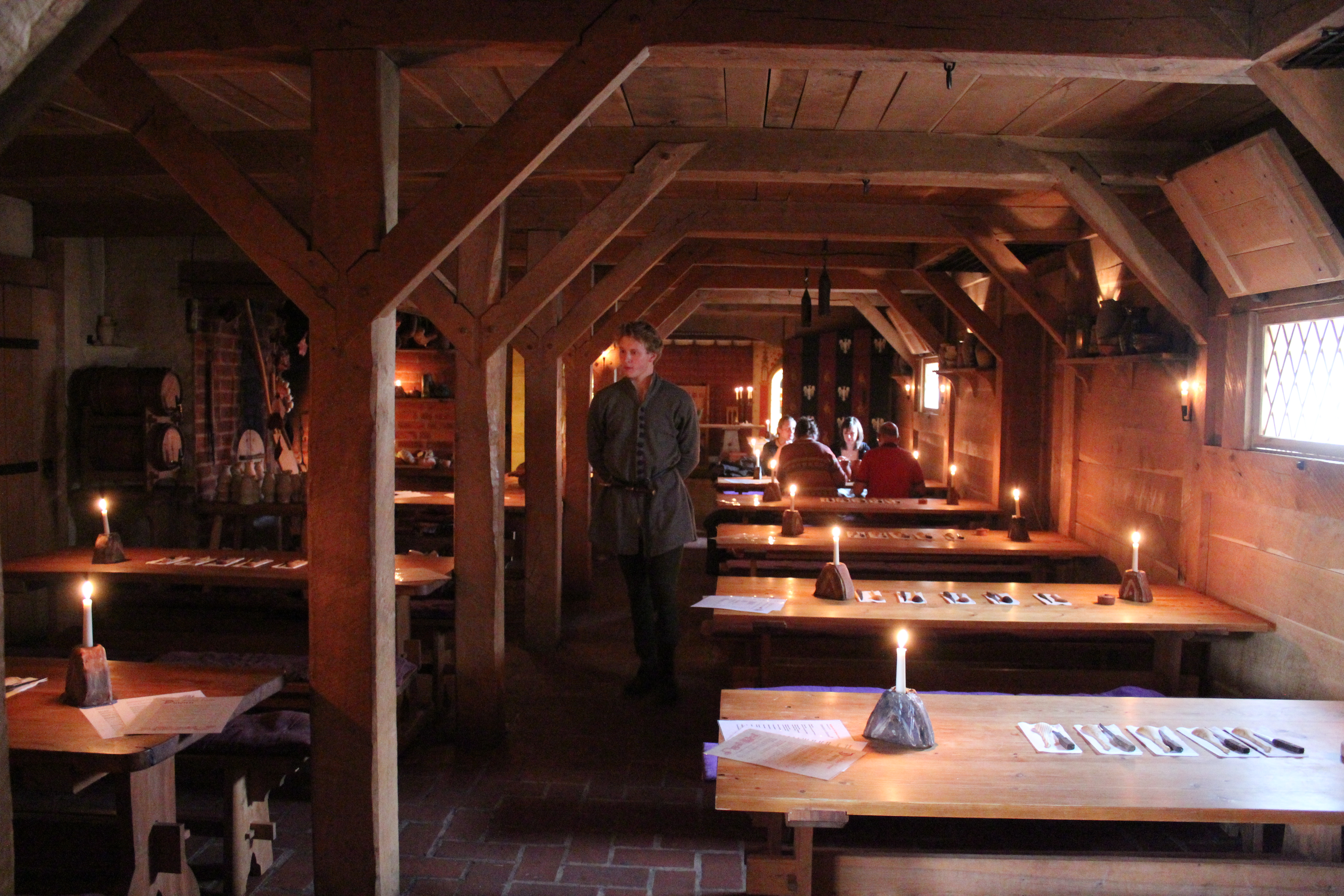
Restaurant Den gyldne svane

## Konzept

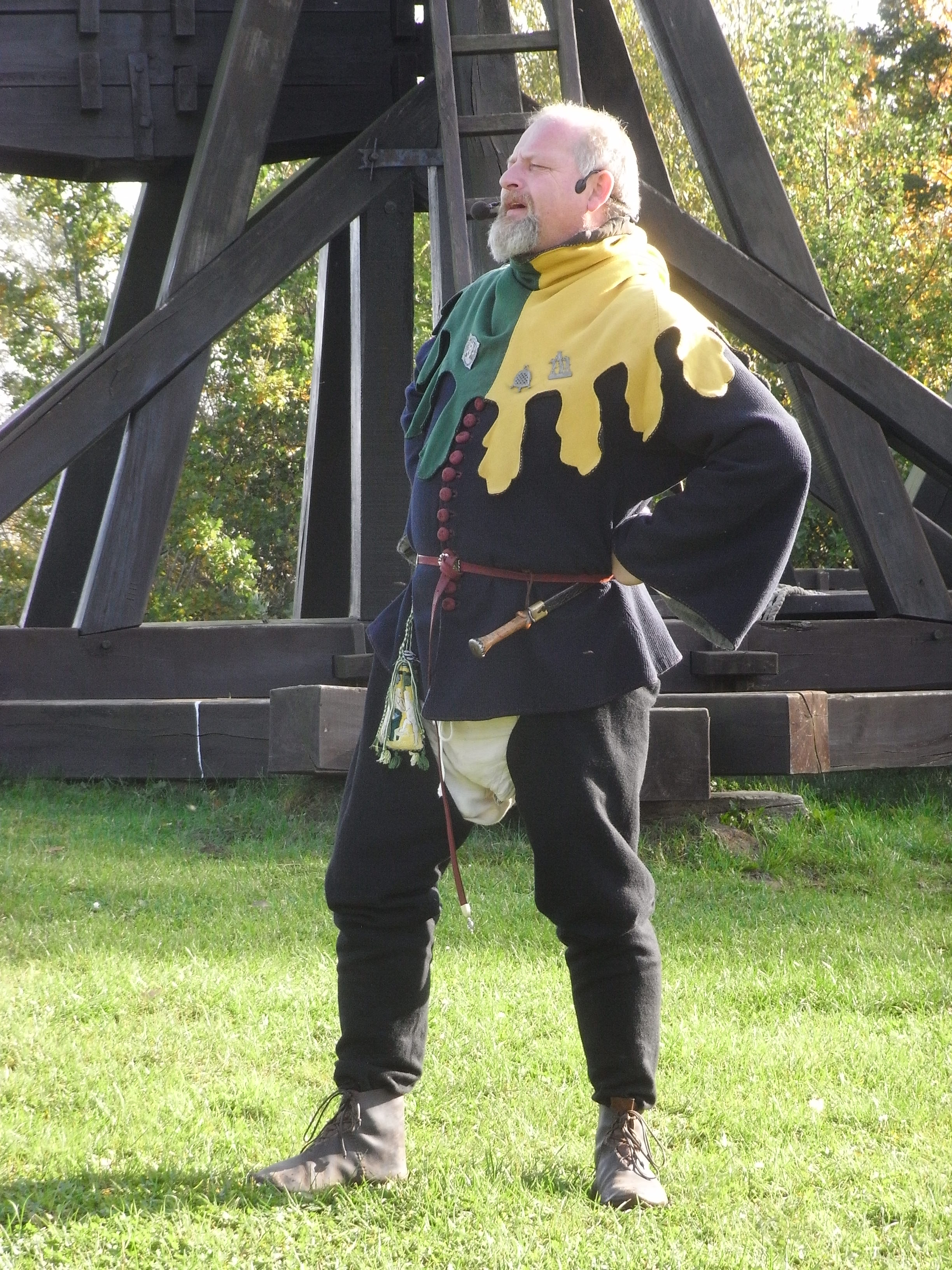
Der frühere Direktor Kåre Johannessen in historischer Kleidung

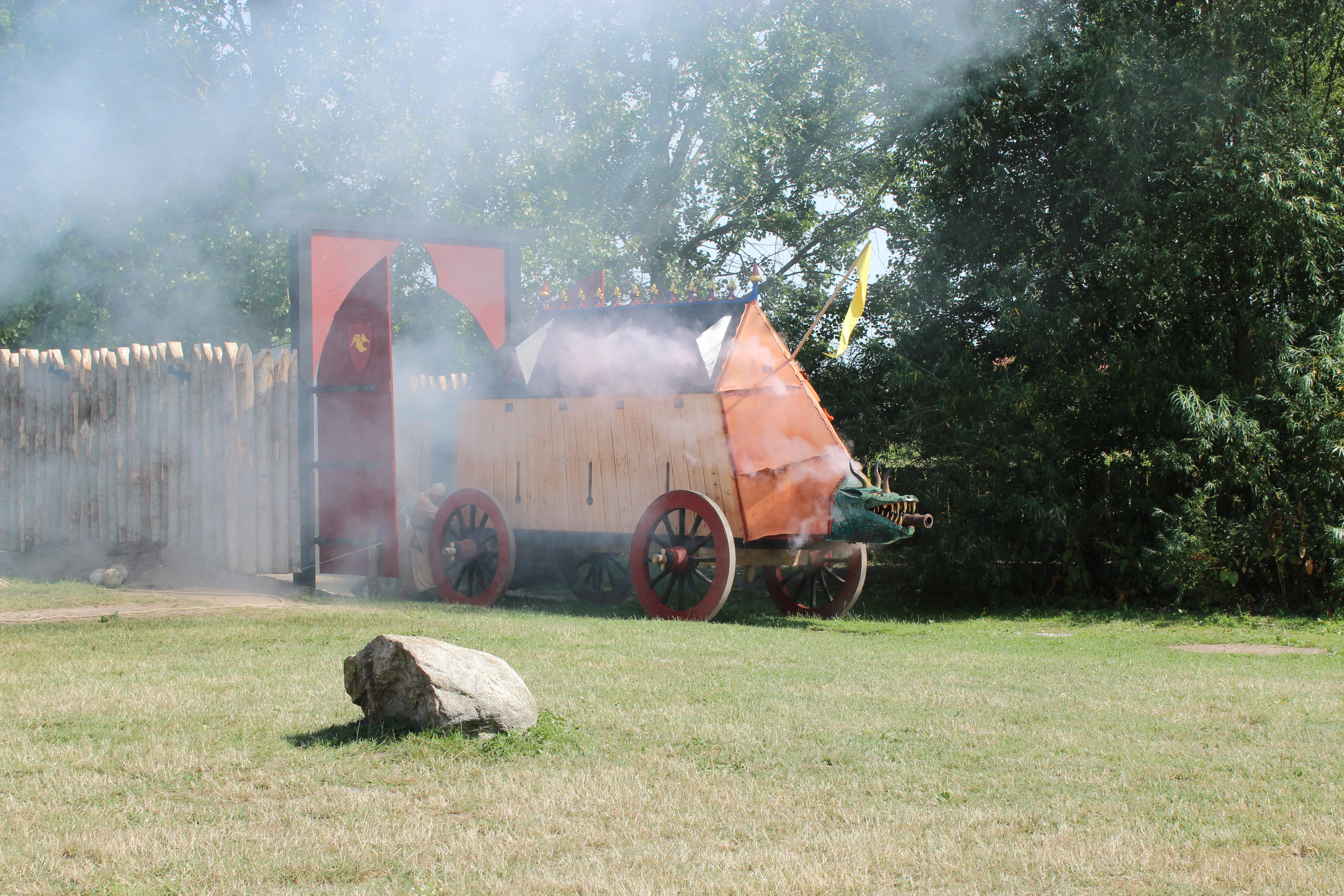
Angriff mit dem Kriegswagen

Die Zeitstellung des Museums folgt dem aktuellen Kalender, ist jedoch um 610 Jahre zurück versetzt, so wurde beispielsweise 2014 das Jahr 1404 und 2015 wurde entsprechend 1405 dargestellt. Während der Besucherzeiten werden die Gebäude von Mitarbeitern und Freiwilligen in historischer Kleidung und Ausrüstung belebt, wobei alle Aspekte des historischen Alltagslebens wie Landwirtschaft, Handel, Handwerk, Rechtswesen, Spiel und Kampf demonstriert werden. Bei den Mitarbeitern handelt es sich sowohl um fest angestellte Mitarbeiter als auch um Arbeitslose, die hier von der Gemeinde eine Berufsausbildung in den modernen Werkstätten im technischen Bereich des Museums erhalten. Darüber hinaus unterstützt eine große Gruppe Freiwilliger aus dem Living History und Reenactment, die an den täglichen Arbeiten und Publikumsaktionen teilnehmen, das Museum. Gegenüber den Besuchern sollen alle Beteiligten, entsprechend dem angelsächsischen Konzept der First Person Interpretation, „im Mittelalter leben“, was bedeutet, dass sie den Besuchern gegenüber nicht als moderne Menschen in historischen Kostümen gegenübertreten, sondern als Personen aus dieser Zeit. Dieses Vermittlungskonzept wurde vom ersten Direktor des Museums, dem Historiker Kåre Johannessen eingeführt.

## Geschichte
Die Gründung des Museums ging auf die Rekonstruktion einer Blide (Trebuchet), einer großen mittelalterlichen Belagerungswaffe, zurück die anlässlich des 700. Jahrestages von Nykøbing Falster im Jahr 1989 gebaut wurde. Das örtliche Museum rekonstruierte die Blide und führte drei Wochen lang Experimente damit durch, die von mehreren zehntausend Personen vor Ort besichtigt wurden. Angesichts des großen Interesses wurde im Sommer 1991 zwei Monate lang das Rahmenprojekt "Medieval Technology Center" (deutsch Mittelalterliches Technologiezentrum) durchgeführt. Das Projekt bestand aus einer Reihe von Werkstätten und einem nahe der Bilde aufgebauten Küchenzelt. Als private Einrichtung wurde das Mittelalterzentrum 1992 gegründet. Zwei Jahre später, 1994, ermöglichte eine Spende des Arbejdsmarkedets Feriefond (einer gemeinnützigen Stiftung) den Bau einer ganzen Siedlung mit Häusern, Turnierbahn, dem Hafen und dem Eingangsgebäude. Seitdem wurden weitere Häuser gebaut und jährlich werden große Projekte durchgeführt.
2019 wurde der Themenbereich Griffenholm in Betrieb genommen, um neue Besuchergruppen zu gewinnen, die sich bisher mit dem Thema Mittelalter nicht direkt ansprechen ließen.

## Forschung
Neben den normalen Museumsaktivitäten führt das Mittelalterzentrum umfangreiche Forschungen durch. Diese basieren auf originalen Objekten, historischen Quellen und Erkenntnissen der akademischen Forschung, die im Rahmen der experimentellen Archäologie rekonstruiert, in der Praxis getestet und ausgewertet werden. Diese Ergebnisse werden in Publikationsreihen veröffentlicht.
Von besonderer Bedeutung sind die Arbeiten der HO Medieval Gunpowder Research Group (Mittelalterlichen Schießpulver Forschungsgruppe), die alle Aspekte der mittelalterlichen Herstellung und Verwendung von Schwarzpulver und die Beschaffung der dafür notwendigen Rohstoffe wie Holzkohle, Salpeter und Schwefel praktisch erforschte und hier zahlreiche Versuche mit rekonstruierten Feuerwaffen und Brandwaffen durchführte.

## Bedeutung
Aufgrund der Authentizität der Nachbauten diente und dient das Museum als Kulisse für viele dänische aber auch internationale Filme und Fernsehserien wie 12 Meter ohne Kopf, dem dänischen Film Timetrip – Der Fluch der Wikinger-Hexe, oder Dokumentationen des National Geographic, des Fernsehsenders History oder der Reihe Ursprung der Technik.

## Herausgeberschaft
- Middelaldercentrets nyhedsblad (Mitteilungsblatt) seit 2005